# Kodak Photo CD

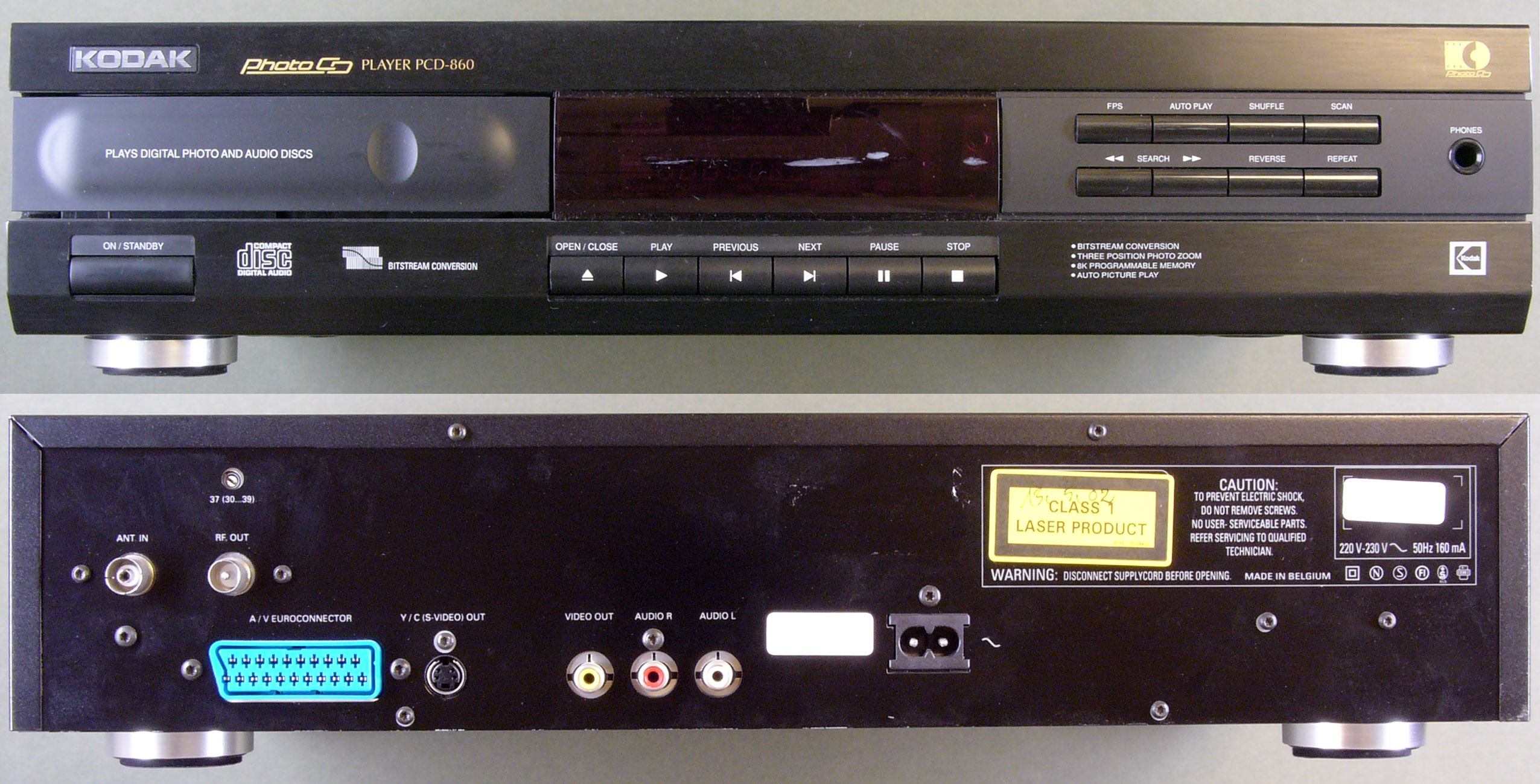
Photo-CD-Abspielgerät für das Wohnzimmer: Kodak PCD-860 aus dem Jahr 1994

Die Kodak Photo CD (kurz PCD) ist eine standardisierte Compact Disc (CD-ROM) für die Digitalisierung und angemessene Archivierung von Fotografien.

## Beschreibung

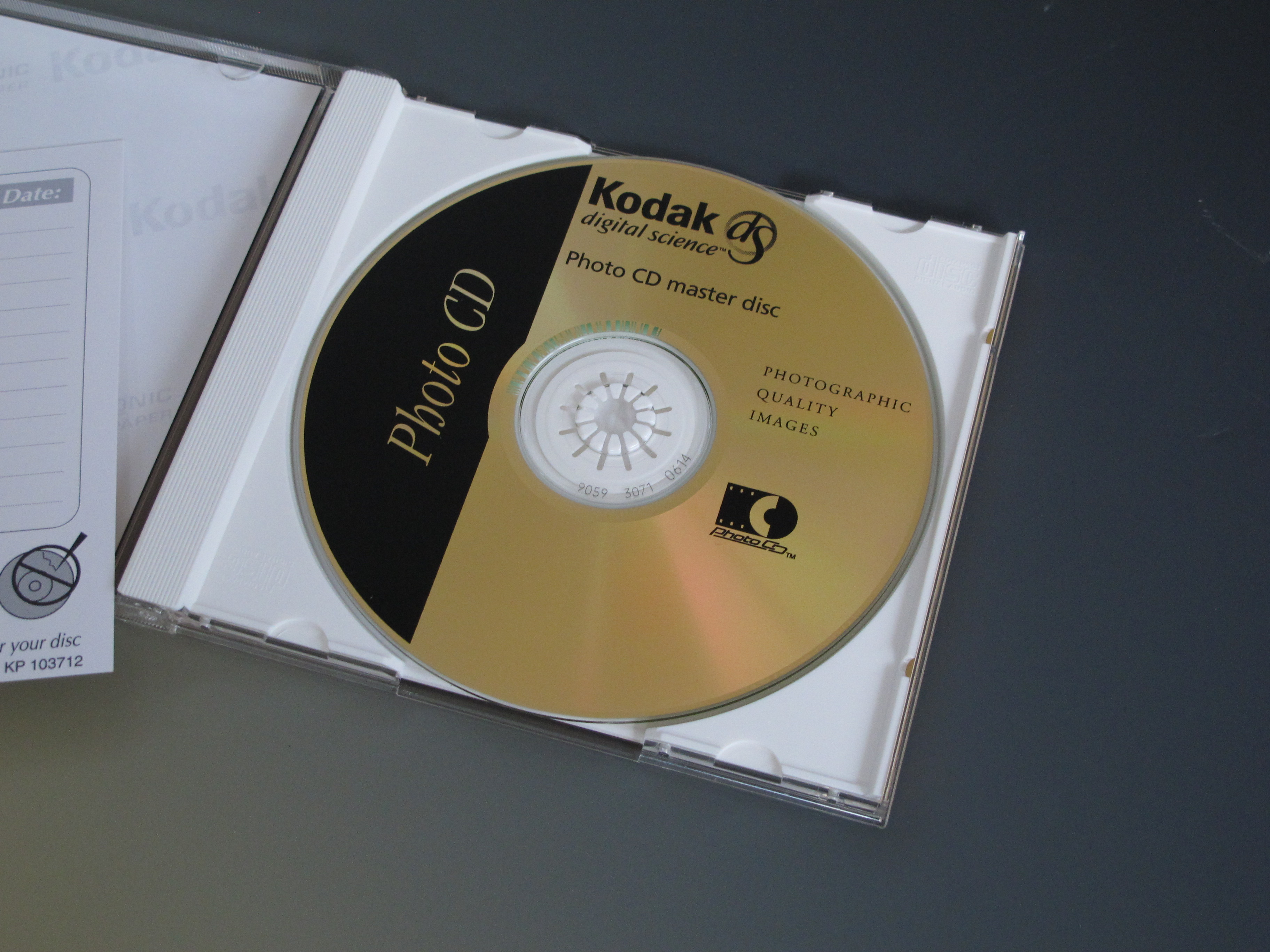
Photo CD von 1998

Die Photo-CD wurde von der Eastman Kodak Company und Philips auf Basis der CD-i-Bridge-Spezifikation entwickelt und 1992 am Markt eingeführt; es existieren Varianten sowohl für die private als auch die professionelle Bildbearbeitung. Die Spezifikation der Photo-CD („Beige Book“) ist im Gegensatz zu den anderen Rainbow Books nicht nur die Definition des Datenträgerformats, sondern umfasst ein komplettes Verfahren, um Kleinbild-Negative und -Dias in hoher Qualität zu digitalisieren und in verschiedenen Auflösungen zu speichern, die Möglichkeit der ADPCM-Klangbeschreibungen für die Bilder und ein Abspielprogramm.
Zur Demonstration existierte eine Sampler CD mit 24 professionellen Fotos unterschiedlicher Fotografen, zumeist von Don Cochran. Sie war auch Bestandteil des Bonus Paks von OS/2 Warp.

## Anwendungen
Die auf der Photo-CD gespeicherten Bilder können von nahezu jedem Computer mit CD-ROM-Laufwerk und geeigneter Software direkt auf einem Bildschirm oder Drucker ausgegeben und bei Bedarf nachbearbeitet werden. Die meisten Bildbetrachtungsprogramme sowie Adobe Photoshop können die Bilder einer Photo-CD direkt öffnen. Für den Gebrauch im Wohnzimmer wurden von Kodak und anderen Firmen eigens Abspielgeräte vertrieben, mit denen die Bilder auf einem Fernseher ausgegeben werden können. In Ländern mit einer TV-Bildwiederholfrequenz von 50 Hertz (entsprechend 25 Hz Bildwechselfrequenz; im Wesentlichen in Europa/Asien üblich) störte bei der Foto-, also Standbildwiedergabe auf den früher üblichen Bildröhren deutliches Großflächenflackern; in den 60-Hertz-Ländern das wegen des M-Standards (im Alltag meist als NTSC-Länder bezeichnet) grobe Raster der nur 480 sichtbaren Bildzeilen. Da dieser Gerätetyp üblicherweise für die mit Analog-TV mögliche Signalqualität konzipiert wurde, blieb ein Großteil der in den Fotos enthaltenen Details dem Betrachter auf der TV-Röhre verborgen.
Die Verbreitung der Kodak Photo CD ist seit Jahren stark rückläufig – Kodak hat daher die Unterstützung des Produktes auf seiner Homepage eingestellt. Zudem können heutzutage alle DVD- und Blu-ray-Abspielgeräte auf entsprechenden Datenträgern gespeicherte Bilddateien über den Fernseher wiedergeben.

## Verarbeitung
Der Film wird zunächst konventionell entwickelt und anschließend werden die einzelnen Bilder abgetastet (digitalisiert), wobei jeder Bildpunkt durch 24 Bits repräsentiert wird (8 Bits Luminanz und jeweils 8 Bits Chrominanz → YCC); dabei wird eine normierte Beleuchtung nach dem CIE-Standard D65 eingesetzt.
Da das Scannen der Bilder ausschließlich mittels der Kodak PCD Imaging Workstation erfolgt, konnte sich die Photo-CD im Heimbereich nie durchsetzen. Die Qualität der Photo-CD-Scans entsprach in den 1990er Jahren – einen gut kalibrierten Scanner vorausgesetzt – einem hochwertigen Trommelscan.
Als Datenträger wurden ausschließlich goldfarbene CD-Rohlinge verwendet, die von Kodak für Archivierungszwecke hergestellt wurden und eine bis zu einhundertjährige Haltbarkeit garantieren sollen (im Vergleich dazu besitzt ein handelsüblicher CD-Rohling eine Lebenserwartung von etwa zehn Jahren).

## Dateiformat
Eine Photo-CD kann bis zu 100 Bilder im ImagePac-Dateiformat speichern; jedes Bild kann in fünf (Photo CD) oder sechs (Photo CD Pro Master, max. 25 Bilder pro CD) verschiedenen Auflösungen dekodiert werden:
| Bezeichnung        | Auflösung in Pixel (Megapixel) | Dateigröße unkomprimiert [MB] | Verwendung                                     |
| ------------------ | ------------------------------ | ----------------------------- | ---------------------------------------------- |
| Base/16            | 128 × 192 (< 0,1)              | 0,07                          | Index Print, Thumbnail                         |
| Base/4             | 256 × 384 (0,1)                | 0,28                          | Darstellung auf Fernseher, Web                 |
| Base               | 512 × 768 (0,4)                | 1,13                          | Darstellung auf Computermonitor, Web           |
| 4 Base             | 1024 × 1536 (1,6)              | 4,50                          | Darstellung auf HDTV-Monitor                   |
| 16 Base            | 2048 × 3072 (6,3)              | 18,00                         | Ausbelichtung auf Papier bis ca. 20 cm × 30 cm |
| 64 Base (optional) | 4096 × 6144 (25,2)             | 72,00                         | Druckvorstufe, Druck, Archivierung             |

Das Dateiformat ImagePac ist zu keinem der verbreiteten Bilddateiformate kompatibel; es handelt sich um eine proprietäre Spezifikation von Kodak, die ausschließlich für die Photo-CD entwickelt wurde und seit der Veröffentlichung Ende 1998 frei zugänglich ist.
Ein Hauptvorteil der ImagePacs liegt im medienneutralen Farbraum PhotoYCC. PhotoYCC ist optimal für die digitale Archivierung und Weiterverarbeitung fotografischer Vorlagen; Schwarz-Weiß- und Farbbearbeitung sind ohne Konvertierung möglich.

## Varianten

### Kodak Pro Photo CD Master Disc
Die Kodak Pro Photo CD Master Disc enthält 25 Bilder in der maximalen Auflösung von 6144 × 4096 Pixeln (sechs Auflösungen pro Bilddatei, Base/16 bis 64 Base). Dieser Typ ist geeignet für 120er-Rollfilm, 4×5-Planfilm, sowie Kleinbildfilm bei erhöhten Anforderungen an die Auflösung. Zum Scannen wird der Kodak Professional PCD Film Scanner 4045 verwendet.

### Kodak Photo CD Portfolio
Die Kodak Photo CD Portfolio konnte Fotos und Audio-Dateien speichern. Über die Software »ArrangeIt« (verfügbar nur für Apple) konnten Verzeichnisbäume angelegt werden, über die Standbilder mit jeweils unterlegtem Ton abgespielt werden konnten. Auf diese Weise konnten Slideshows programmiert werden. Audiofiles waren jedoch an das jeweilige Bild gekoppelt (Die Anzeigedauer des jeweiligen Slides richtete sich nach der Dauer des Audiofiles) – ein durchgängiger Ton war nicht möglich. Die Photo CD Portfolio wurde ausschließlich von autorisierten Kodak-Partnern als Dienstleistung auf eigenen Kodak CD-Recordern erstellt. Die Software »ArrangeIt« kam nie über die Version 1 hinaus.

### Ähnliche Formate
Für private Anwender gibt es als preiswertere Alternativen auch die Kodak Picture CD, die Fujicolor CD und die ImageCD. Allerdings entsprechen diese nicht dem Photo-CD-Standard, verwenden destruktive Kompressionsverfahren und sind von geringerer Bild- und Prozessqualität.